# Cromosoma 16
Con il nome di cromosoma 16 si indica, per convenzione, il sedicesimo cromosoma autosomico umano in ordine di grandezza (calcolando anche il cromosoma X, risulta essere il diciassettesimo). Gli individui presentano solitamente due copie del cromosoma 16, come di ogni autosoma. Il cromosoma 16 possiede quasi 89 milioni di nucleotidi. I due cromosomi 16 rappresentano quasi il 3% del DNA totale nelle cellule umane.
Il cromosoma 16 contiene oltre 1000 geni. Si ritiene che possa contenerne fino a 1200.
Il numero di polimorfismi a singolo nucleotide (SNP) è di oltre 350.000.

## Geni
I seguenti sono alcuni dei geni identificati sul cromosoma 16:
- ABCC6: membro 6 della sottofamiglia C (CFTR/MRP) delle ATP-binding cassette;
- ACSF3: mitocondriale acil-CoA sintetasi membro della famiglia 3;
- CCL17: ligando 17 delle chemochine a motivo C-C (scya17);
- CCL22: ligando 22 delle chemochine a motivo C-C (scya22);
- CX3CL1:  ligando 1 delle chemochine a motivo C-X3-C (scyd1);
- CREBBP: CREB binding protein (responsabile della sindrome di Rubinstein-Taybi);
- COQ7: proteina coinvolta nella biosintesi dell'ubiquitina;
- GAN: gigaxonina;
- HBA1 e HBA2: geni della catena α1 e α2 dell'emoglobina;
- ITGAL: gene per il CD11a;
- LITAF: TNF indotto da LPS;
- MEFV: gene responsabile della febbre mediterranea;Mediterranean fever
- MLYCD: gene per la malonil-CoA decarbossilasi;
- PKD1: gene coinvolta nella malattia policistica renale (autosomica dominante);
- TAT: tirosina aminotransferasi;
- TSC2: proteina 2 legata alla sclerosi tuberosa;
- CARD15: recettore C2 NOD2/NOD-like.

## Malattie
Alcune patologie legate a problemi a carico del cromosoma 16:
- Aciduria combinata malonica e metilmalonica (CMAMMA);
- Febbre mediterranea familiare;
- malattia di Charcot-Marie-Tooth;
- malattia di Crohn;
- malattia policistica renale;
- pseudoxantoma elastico;
- sclerosi tuberosa;
- sindrome di Rubinstein-Taybi;
- tirosinemia.